# Svarta monokeln
Svarta monokeln (franska: Le Monocle noir) är en fransk kriminalfilm från 1961 i regi av Georges Lautner.
Filmen är baserad på Gilbert Renaults roman Le Monocle noir.

## Rollista i urval
- Paul Meurisse - major Dromard, 'Le Monocle'
- Elga Andersen - Erika Martha, 'Murger'
- Bernard Blier - kommissaire Tournmire
- Pierre Blanchar - markis de Villemaur
- Marie Dubois - Bénédicte de Villemaur
- Jacques Marin - Trochu
- Jacques Dufilho - Charvet, guiden
- Albert Rémy - Mérignac, bibliotikarien
- Nico Pepe - Brozzi
- Raymond Meunier - Raymond